# Gornja Ljubata
Gornja Ljubata (cirill betűkkel Горња Љубата, bolgárul Горна Любата) falu Szerbiában, a Pcsinyai körzetben, a Bosilegradi községben.

## Népesség
- 1948-ban 1 405 lakosa volt.
- 1953-ban 1 657 lakosa volt.
- 1961-ben 1 621 lakosa volt.
- 1971-ben 1 580 lakosa volt.
- 1981-ben 1 064 lakosa volt.
- 1991-ben 660 lakosa volt
- 2002-ben 485 lakosa volt,[1] akik közül 415 bolgár (85,56%), 32 szerb (6,59%), 1 jugoszláv, 1 román, 8 ismeretlen.[2]